# Dolichogenidea
Dolichogenidea – rodzaj błonkówek z rodziny męczelkowatych. Gatunkiem typowym jest Dolichogenidea banksi.

## Zasięg występowania
Przedstawiciele tego rodzaju występują na całym świecie.

## Biologia i ekologia
Żywicielami przedstawicieli tego rodzaju są motyle z ponad 30 rodzin.

## Systematyka
Do rodzaju zaliczanych jest 366 opisanych gatunków, choć ich rzeczywista liczba może przekraczać 1 000. Początkowo opisano go jako podrodzaj z rodzaju Apanteles jednak został podniesiony do rangi rodzaju przez Masona w 1981.